# James Omondi
James Omondi (Nairobi, 30 dicembre 1980) è un allenatore di calcio ed ex calciatore keniota, di ruolo attaccante.

## Carriera

### Club
Ha giocato nella massima serie keniota ed in quella etiope.

### Nazionale
Con la nazionale keniota ha partecipato alla Coppa d'Africa 2004.

## Palmarès

### Club

#### Competizioni nazionali
- Campionato etiope: 1

Saint-George: 2004-2005